# 3-(4-isopropilfenil)-2-metilpropanal
El 3-(4-isopropilfenil)-2-metilpropanal, també conegut com a aldehid ciclamen, és un compost químic emprat en perfumeria. l'aldehid ciclamen és una molècula fragant emprada en la fabricació de sabons, detergents, locions i perfums des dels anys 1920. Va ser qualificat com generalment reconegut com a segur (GRAS) per Flavor and Extract Manufacturers Association (FEMA) el 1965 i està aprovat per la Food and Drug Administration per a l'ús d'aliments als Estats Units. El Consell d'Europa (1970) va incloure l'aldehid ciclamen a la llista de substàncies aromatitzants artificials admissibles, a un nivell d'1 ppm.

## Síntesi
L'aldehid Ciclamen no existeix de manera natural i cal obtenir-lo per condensació aldòlica creuada de cuminaldehid i propionaldehid seguida per hidrogenació en presència d'un catalitzador.